# Studenica (Istok)
Pour les articles homonymes, voir Studenica.
Studenicë en albanais et Studenica en serbe latin (en serbe cyrillique : Студеница) est une localité du Kosovo située dans la commune/municipalité d'Istog/Istok et dans le district de Pejë/Peć. Selon le recensement kosovar de 2011, elle compte 1 495 habitants.

## Démographie

### Évolution historique de la population dans la localité
| 1948 | 1953 | 1961 | 1971  | 1981  | 1991  | 2011  |
| ---- | ---- | ---- | ----- | ----- | ----- | ----- |
| 702  | 795  | 970  | 1 291 | 1 597 | 1 785 | 1 495 |

|  |

### Répartition de la population par nationalités (2011)
En 2011, les Albanais représentaient 99,87 % de la population.